# Isbel Mesa
Isbel Mesa Sandoval (2 giugno 1989) è un pallavolista cubano, centrale dell'AEESB.

## Carriera

### Club
La carriera di Isbel Mesa inizia nei tornai amatoriali cubani, giocando per la formazione del Ciudad Habana.
Nell'estate del 2015 viene ingaggiato dalla Funvic, formazione brasiliana impegnata in Superliga Série A, dove si allena un anno senza poter scendere in campo in gara ufficiale; conclusi i due anni di inattività, partecipa alla Superliga Série A 2016-17, oltre ad aggiudicarsi il Campionato Paulista 2016 e la Coppa del Brasile 2017.
Per la stagione 2017-18 si accasa all'AEESB, altro club della massima divisione brasiliana.

### Nazionale
Con la nazionale Under-21 conquista la medaglia d'argento al Campionato mondiale 2009.
Nel 2010 fa il suo esordio nella nazionale cubana, vincendo la medaglia d'argento al campionato mondiale; un anno dopo si aggiudica l'oro al campionato nordamericano e un altro argento ai XVI Giochi panamericani. 
Dopo aver vinto il bronzo alla World League 2012 e al campionato nordamericano 2013, nel 2014 si aggiudica l'oro alla Coppa panamericana e il bronzo ai XXII Giochi centramericani e caraibici, dopo i quali si ritira dalla nazionale per poter giocare regolarmente all'estero.

## Palmarès

### Club
- Coppa del Brasile: 1

2017
- Campionato Paulista: 1

2016

### Nazionale (competizioni minori)
- Campionato mondiale Under-21 2009
- Giochi panamericani 2011
- Coppa Panamericana 2014
- Giochi centramericani e caraibici 2014